# مقاطعة تكاب
مقاطعة تكاب (بالفارسية: شهرستان تکاب) هي إحدى مقاطعات محافظة أذربيجان الغربية في إيران. كان عدد سكان المقاطعة سنة 2006 حوالي 81,395 نسمة.